# 4988 Chushuho
4988 Chushuho (1980 VU1) là một tiểu hành tinh vành đai chính.